# برج کپیتال
برج کپیتال (به انگلیسی: Capital Tower) آسمان‌خراش تجاری-اداری ۵۲ طبقه، مستقر در شهر سنگاپور است، که پروژه ساخت آن در سال ۲۰۰۰ تکمیل شد و هم‌اکنون متعلق به شرکت کپیتال لند می‌باشد.
برج کپیتال با ارتفاع ۲۵۴ متر از سطح زمین، به‌عنوان چهارمین ساختمان بلند در کشور سنگاپور محسوب می‌شود.